# Carmen Rendiles Martínez
Carmen Elena Rendiles Martínez, conhecida também como Madre María Carmen (Caracas, 11 de agosto de 1903 – Caracas, 9 de maio de 1977), foi uma freira católica venezuelana, membra das Servas da Eucaristia e fundadora das Servas de Jesus de Caracas. Ela serviu na liderança da primeira na França, onde completou sua formação religiosa e retornou à Venezuela para fundar sua ordem em 1965, tornando-se sua primeira superiora geral.
Madre Carmen foi intitulada serva de Deus em 1994 pelo papa São João Paulo II e, posteriormente, nomeada venerável pelo Papa Francisco em 2013, após a confirmação de que em vida foi detentora das virtudes heroicas. O mesmo pontífice confirmou um milagre atribuído a sua intercessão no final de 2017, fazendo com que fosse beatificada em Caracas no dia 16 de junho de 2018.
Em 31 de março de 2025, o Papa Francisco anunciou a canonização de Madre Carmen. Após a canonização, ela ser tornará a primeira santa da Venezuela. Em 13 de junho, a data de sua canonização foi definida pelo Papa Leão XIV para 19 de outubro de 2025.

## Biografia
Carmen Elena Rendiles Martínez nasceu em 11 de agosto de 1903 em Caracas, sendo a terceira dos sete filhos do casal Ramiro Antonio Rendiles e Ana Antonia Martínez. Ela nasceu sem o braço esquerdo e, por isso, recebeu uma prótese de braço que ela manteve presa a si por toda a vida. Seu batismo foi celebrado na igreja de Santa Anna em 24 de setembro de 1903. Recebeu também o sacramento da confirmação em 28 de outubro de 1905 e fez sua primeira comunhão em 11 de março de 1911.
Em 1918, ela sentiu seu chamado concreto para a vida religiosa. Seu pai morreu em meados da década de 1920. Em dezembro de 1926, religiosas da França chegaram ao país e ela soube sobre elas e interpretou a chegada delas como um sinal de que deveria seguir sua vocação como parte de sua ordem, então solicitou e recebeu permissão para admissão em sua ordem. Carmen juntou-se às Servas da Eucaristia em 25 de fevereiro de 1927 e mudou-se para Toulouse, na França, para sua formação religiosa, onde recebeu o hábito em 8 de setembro de 1927. Ela fez sua profissão inicial em 8 de setembro de 1929 e fez sua profissão solene mais tarde em 8 de setembro de 1932, tudo isso enquanto estava na França. Em 1945, ela foi feita superiora de todas as casas da ordem na Venezuela.
No dia 25 de março de 1965, ela fundou as Servas de Jesus. A ordem recebeu aprovação e apoio diocesanos em 14 de agosto de 1969 do cardeal arcebispo de Caracas, José Humberto Quintero Parra. Serviu como superiora geral de sua nova ordem de 1969, desde sua nomeação até sua morte.
Madre Carmen Rendiles morreu em 9 de maio de 1977 em Caracas, devido à gripe. Ela contava então seus 73 anos. Em 2015, havia 94 religiosos em um total de 19 comunidades na Venezuela e na Colômbia.

## Beatificação
Sua causa de beatificação começou sob o Papa João Paulo II em 18 de agosto de 1994, depois que a Congregação para as Causas dos Santos emitiu o nihil obstat para a causa, passando a ser invocada como serva de Deus. O processo diocesano foi inaugurado sob o cardeal José Lebrún Moratinos em 9 de março de 1995, enquanto o cardeal Ignacio Velasco o encerrou em novembro de 1996; foram ouvidas 40 testemunhas em 52 sessões. A CCS validou o processo em Roma em 18 de outubro de 1997 e recebeu a positio em 1998 da postulação para sua avaliação.
Os teólogos aprovaram a causa em 27 de novembro de 2010, assim como a CCS em 18 de junho de 2013. O Papa Francisco a nomeou venerável em 5 de julho de 2013, após confirmar que a religiosa viveu uma vida modelo de virtude heroica de acordo com a fé cristã. O processo por um milagre (que ocorreu em 18 de julho de 2003 com Trinette Durán de Branger) foi aberto na Venezuela em 1 de fevereiro de 2014 e encerrado em 18 de setembro de 2014 (o cardeal Jorge Liberato Urosa Savino supervisionou a abertura e o encerramento desse processo). A CCS confirmou este milagre em 21 de novembro de 2017. O Papa Francisco aprovou este milagre em 18 de dezembro de 2017 e sua beatificação foi celebrada em 16 de junho de 2018; o cardeal Angelo Amato presidiu a celebração em nome do papa.
O Papa Francisco referiu-se a Madre Carmen na tarde seguinte, 17 de junho de 2018, no seu discurso do Angelus e observou como "ela serviu com amor nas paróquias, nas escolas e ao lado dos mais necessitados".

## Canonização
Em 31 de março de 2025, o Papa Francisco autorizou o Dicastério para as Causas dos Santos a promulgar o decreto relativo ao milagre da Madre Carmen Rendiles. Este anúncio constitui a aprovação da canonização da Beata de Caracas, após a verificação de um segundo milagre de Deus por sua intercessão.
O Vaticano informou que o milagre aprovado para sua canonização foi uma "cura milagrosa" de uma mulher diagnosticada com hidrocefalia triventricular idiopática em 2015.
"Após tocar num quadro da Madre Carmen, trazido especialmente pelas freiras, a mulher curada experimentou uma rápida melhora em seu estado, tanto que em 18 de setembro começou a andar e a receber a comunhão, expressando o desejo de ir agradecer à Madre Carmen", detalhou a Santa Sé.
Em 13 de junho de 2025, no primeiro consistório público ordinário do Papa Leão XIV, foi decretado que Madre Carmen Rendiles seria canonizada em 19 de outubro de 2025, junto de outros seis beatos. De fato, ela será canonizada junto com José Gregorio Hernández, e ambos se tornarão juntos os primeiros santos da Venezuela.